# Leichtathletik-Weltmeisterschaften 2015/Teilnehmer (El Salvador)
| Gelbes Symbol für Goldmedaillen mit stilisierten Olympischen Ringen | Graues Symbol für Silbermedaillen mit stilisierten Olympischen Ringen | Braundes Symbol für Bronzemedaillen mit stilisierten Olympischen Ringen |
| ------------------------------------------------------------------- | --------------------------------------------------------------------- | ----------------------------------------------------------------------- |
| —                                                                   | —                                                                     | —                                                                       |

Der Leichtathletikverband El Salvadors nominierte zwei Athleten für die Leichtathletik-Weltmeisterschaften 2015 in der chinesischen Hauptstadt Peking.

## Ergebnisse

### Männer

#### Sprung/Wurf
| Athlet       | Disziplin      | Qualifikation         | Qualifikation | Finale     | Finale |
| Athlet       | Disziplin      | Weite/Höhe            | Platz         | Weite/Höhe | Platz  |
| ------------ | -------------- | --------------------- | ------------- | ---------- | ------ |
| Natan Rivera | Stabhochsprung | kein gültiger Versuch | -             | –––        | –––    |

### Frauen

#### Laufdisziplinen
| Athletin         | Disziplin    | Vorlauf | Vorlauf | Halbfinale         | Halbfinale         | Finale             | Finale             |
| Athletin         | Disziplin    | Zeit    | Platz   | Zeit               | Platz              | Zeit               | Platz              |
| ---------------- | ------------ | ------- | ------- | ------------------ | ------------------ | ------------------ | ------------------ |
| Beatriz Flamenco | 100 m Hürden | 14,77 s | 37      | nicht qualifiziert | nicht qualifiziert | nicht qualifiziert | nicht qualifiziert |